# Jean-Paul Delfino
 (juin 2023).
Si vous disposez d'ouvrages ou d'articles de référence ou si vous connaissez des sites web de qualité traitant du thème abordé ici, merci de compléter l'article en donnant les références utiles à sa vérifiabilité et en les liant à la section « Notes et références ».
 (juin 2023).
La mise en forme du texte ne suit pas les recommandations de Wikipédia : il faut le « wikifier ».
Les points d'amélioration suivants sont les cas les plus fréquents. Le détail des points à revoir est peut-être précisé sur la page de discussion.
- Les titres sont pré-formatés par le logiciel. Ils ne sont ni en capitales, ni en gras.
- Le texte ne doit pas être écrit en capitales (les noms de famille non plus), ni en gras, ni en italique, ni en « petit »…
- Le gras n'est utilisé que pour surligner le titre de l'article dans l'introduction, une seule fois.
- L'italique est rarement utilisé : mots en langue étrangère, titres d'œuvres, noms de bateaux, etc.
- Les citations ne sont pas en italique mais en corps de texte normal. Elles sont entourées par des guillemets français : « et ».
- Les listes à puces sont à éviter, des paragraphes rédigés étant largement préférés. Les tableaux sont à réserver à la présentation de données structurées (résultats, etc.).
- Les appels de note de bas de page (petits chiffres en exposant, introduits par l'outil «  Source ») sont à placer entre la fin de phrase et le point final[comme ça].
- Les liens internes (vers d'autres articles de Wikipédia) sont à choisir avec parcimonie. Créez des liens vers des articles approfondissant le sujet. Les termes génériques sans rapport avec le sujet sont à éviter, ainsi que les répétitions de liens vers un même terme.
- Les liens externes sont à placer uniquement dans une section « Liens externes », à la fin de l'article. Ces liens sont à choisir avec parcimonie suivant les règles définies. Si un lien sert de source à l'article, son insertion dans le texte est à faire par les notes de bas de page.
- La présentation des références doit suivre les conventions bibliographiques. Il est recommandé d'utiliser les modèles {{Ouvrage}}, {{Chapitre}}, {{Article}}, {{Lien web}} et/ou {{Bibliographie}}. Le mode d'édition visuel peut mettre en forme automatiquement les références.
- Insérer une infobox (cadre d'informations à droite) n'est pas obligatoire pour parachever la mise en page.

Pour une aide détaillée, merci de consulter Aide:Wikification.
Si vous pensez que ces points ont été résolus, vous pouvez retirer ce bandeau et améliorer la mise en forme d'un autre article.
Pour les articles homonymes, voir Delfino.
Jean-Paul Delfino, né le 1er août 1964 à Aix-en-Provence, est un romancier et scénariste français.

### Littérature
- L’Ile aux Femmes, (Métailié Noir – 1999)
- Tu touches pas à Marseille, (Métailié Noir – 2000
- La Faction, (Atout Éditions – 2000)
- De l'eau dans le grisou, (Métailié Noir - janvier 2001)
- Chair de Lune, (Métailié Grand Format - 12 septembre 2001 ; Métailié Poche – mars 2008)
- Embrouilles au Vélodrome, (Métailié Noir - 2002)
- Droit aux brutes, (ADCAN-Vivendi Diffusion – 2002)
- Corcovado, (Métailié Hors collection – avril 2005, Point Grands romans poche – avril 2006, Record Editora Brasil – juillet 2005 – Legua Editora (Espagne) – mars 2008
- Dans l’ombre du Condor, (Métailié Hors collection – avril 2006, Point Poche - 2007 - Record Editora Brasil – juillet 2006)
- Samba triste, (Métailié Hors collection – mai 2007, Point Poche - 2008)
- Zumbi, (Buchet-Chastel - mai 2009
- Pour tout l'or du Brésil, (Le Passage - mai 2011 - Point Poche - 2012)
- Pour l'amour de Rio, (Le Passage - mai 2012 - Point Poche - 2013)
- Brasil, (Le Passage - mai 2013)
- ' 'Saudade, (Le Passage - mai 2014)
- 12, rue Carioca, (Le Passage - mars 2015)
- Les Pêcheurs d'étoiles, (Le Passage - 2016).
- Les Voyages de sable, (Le Passage - Août 2018).
- Contes et Légendes du Brésil (Éditions David Gaussen - Janvier 2019)
- Assassins ! (Éditions Héloïse d'Ormesson) - Septembre 2019). Traduction italien : Eliott Edizione 2021. Parution au Livre de Poche en septembre 2021.)
- L'Homme qui marche (Éditions Héloïse d'Ormesson - Février 2021)
- Isla Negra (Éditions Héloïse d'Ormesson - Mars 2022). L'homme qui marche et Isla Negra sont sortis en un seul volume en décembre 2023 au Livre de Poche.
- Guyanes (Éditions Héloïse d'Ormesson - Mai 2023 - Pocket 2024)[1].
- L'affranchie de Montmartre, Istya & C°, 2024, 238 p. (ISBN 9782889442577, lire en ligne)[2] Prix Hervé-Bazin 2025[3]
- Monet Peindre la lumière (Roman graphique avec la participation du peintre Eric Roux-Fontaine - Liralest - 2024)
- L'homme qui rêvait d'aimer (Éditions Hervé Chopin - 2025)
- Chiquinha Gonzaga, la dame en noir de la musique brésilienne (en collaboration avec Helena Crudeli - Istya & C° - 2025)
- João Gilberto, " La bossa nova n'existe pas ! " (en collaboration avec Helena Crudeli - Istya & C° - 2025)

### Collectif
- La fiesta dessoude (L’écailler du Sud – 2001)
- Bleu, blanc, sang, (Fleuve Noir pour la France – Gialli Mondadori pour l’Italie – 2002)
- Meurtres sur un plateau (L’écailler du Sud – 2003)
- Le tacle et la plume (L’écailler du Sud – 2003)
- Saudade, (avec Cédric Fabre et Gilles Del Pappas) (CLC – avril 2005)
- Va y avoir du sport !, (Gallimard Jeunesse – 2006)
- Encre noire (Éditions Arcane 17 - 2018)
- Il était une fois dans la bibliothèque (Éditions Gaussen - 2019)
- Gilets jaunes (Au Diable Vauvert - 2019)
- Des mots par la fenêtre (Pocket - 2020)
- Voyages immobiles en temps de confinement (Ramsay - 2020)
- 14 histoires de la musique à Marseille (Éditions Gaussen - 2020)
- Au bord de l'étang (Éditions Arcane 17 - 2020)
- Fleurs de vignes (Amis de livres en vignes - 2020)
- Rouge Cent (Éditions Arcane 17 - 2020)

### Scénario et dialogues
- United Passions : La Légende du football, de Frédéric Auburtin

### Documents
- Brasil Bossa Nova, (Edisud - 1988– Préface de Georges Moustaki)
- Brasil : a musica, 1re anthologie de la musique populaire brésilienne en Europe, (Parenthèses – 1998)
- Couleurs Brasil, 40 chroniques sur la musique populaire brésilienne (Le Passage, en co-édition avec Radio France - mai 2014)
- Bossa Nova, La grande aventure du Brésil (Le Passage - mars 2017 - Editora Pontes SP Brasil - 2018)

### Jeunesse
- Plus fort que les montagnes (Éditions L'Envol - novembre 2001)
- Gaïa, le peuple des Horucks, et tout ce qu’il advint… (Éditions L'Envol – juin 2002)
- L’incroyable histoire de Momo-le-Mérou (Éditions L’Envol – mai 2003)
- Mais où est passée Princesse Lulu ?, (CLC Éditions – 2004)
- Balduino, fils du Brésil, (Éditions Pif Gadget – 2006)
- René Maran, un homme (presque) comme les autres (Éditions Orphie - 2023)
- Jaguars (Le Grand Jardin - 2024)

### Pièces radiophoniques
- Le Triangle d'or (Radio France - 2001)
- Enfants, les nouveaux esclaves du football (Radio France - 2001)
- La mort après la vie (Radio France - 2001)
- Des cadavres en cascade (Radio France - 2002)
- De si gentils petits chats… (Radio France - 2002)
- Le Fossoyeur des espérances (Radio France - 2003)
- Bon appétit ! (Radio France - 2003)
- Un dernier, pour la route… (Radio France – 2004)
- Couleurs Brasil (Radio France - Juillet/Août 2014)